# Huracán Norbert (2008)
El Huracán Norbert fue un fuerte ciclón tropical que afectó el sur de la península de Baja California y posteriormente los estados mexicanos de Sonora y Sinaloa luego 
de tocar tierra en dichas regiones el 11 de octubre de 2008. Norbert fue el decimoquinto ciclón tropical, decimocuarta tormenta tropical, séptimo huracán y segundo huracán "Mayor" formado en la Temporada de huracanes del Pacífico de 2008.

## Historia meteorológica

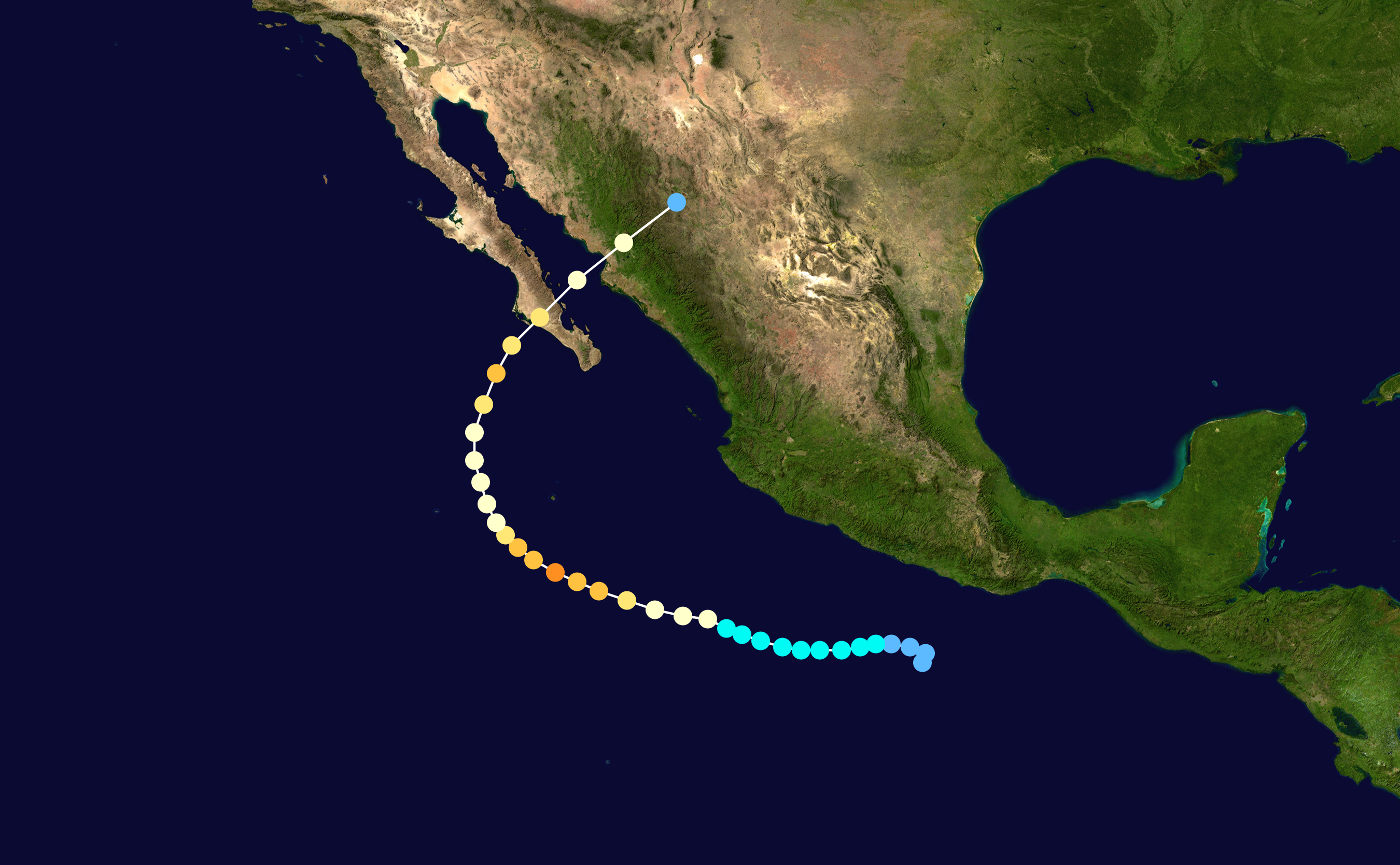
Trayectoria del Huracán Norbert.

Norbert se originó de un área de disturbio climático que se formó cerca del golfo de Tehuantepec el 28 de septiembre. En un principio, el sistema consistía en una amplia área de baja presión pero con una desorganizada convección manteniendo un desplazamiento hacia el oeste de las costas mexicanas. Lentamente, fue organizándose en los días siguientes, y durante las últimas horas del 3 de octubre, el sistema desarrolló suficiente y organizada convección para ser clasificada como Depresión Tropical Quince-E; para entonces, el sistema se localizaba a aproximadamente 370 kilómetros al sur de Acapulco. La depresión se situó más tarde en un área de temperaturas marinas cálidas y vientos moderados de Cizalladura, siendo pronosticada una rápida intensificación del sistema.
Seis horas después de haberse formado, la circulación de la depresión comenzó a ser expuesta desde la convección profunda, debido a los vientos de Cizalladura. Al mismo tiempo, dos modelos de pronóstico de ciclón tropical predijeron una ciclogénesis tropical de una perturbación más grande al sudeste del sistema. Un modelo predijo que el nuevo ciclón absorbería a la depresión, aunque la mayor parte de otros modelos pronosticaron que la depresión permanecería como sistema dominante. En las primeras horas del 5 de octubre, la convección profunda se desarrolló con mayor organización alrededor del centro de la depresión, y las estimaciones de intensidad del satélite usando la técnica Dvorak sugirieron vientos de fuerza de tormenta tropical; como consiguiente, el Centro Nacional de Huracanes (CNH) elevó a la depresión a tormenta tropical adquiriendo el nombre de Norbert, a aproximadamente 394 km al sur de Zihuatanejo. Norbert se intensificó en huracán el 6 de octubre. Al día siguiente, alcanzó la categoría 2, y por la noche fue avistado un ojo definido en satélites infrarrojos que indicaba que el huracán se intensificaba y fue clasificado como Huracán "Mayor" ubicándose en la categoría 3 en la escala de Saffir-Simpson. Siguiendo un continuo desarrollo, Norbert alcanzó la categoría 4 la tarde del 8 de octubre.
El 11 de octubre, a las 2:00 a. m. Tiempo del Pacífico (0900 UTC), Norbert recobró la categoría 3 (Huracán Mayor), sin embargo, perdió de nueva cuenta intensidad tres horas después al degradarse a categoría 2. Horas más tarde, alrededor de las 9:30 a. m. Tiempo del Centro (16:30 UTC), el Huracán Norbert tocó tierra cerca de Puerto Chale, localizado entre las poblaciones de Santa Fe y bahía Magdalena en el suroeste de Baja California Sur con vientos de 165 km/h en la categoría 2 de la escala de Saffir Simpson. Un avión de reconocimiento sobrevoló el sistema alrededor de las 2:00 p. m. Tiempo del Pacífico (2100 UTC) encontrando menos organización en su ojo así como una menor distinción de él en los satélites. Poco menos de ocho horas después de haber tocado tierra en el sureste de la península de Baja California, a las 5:00 p. m. Tiempo del Pacífico (00:00 UTC, 12 de octubre), el Huracán Norbert emergió al golfo de California con dirección al estado mexicano de Sonora.

## Preparativos

### México

#### Baja California Sur
El 8 de octubre, el Sistema Nacional de Protección Civil decretó Alerta verde en el estado de Baja California Sur. Por su parte, la Dirección de Protección Civil en el estado alertó a los municipios de Mulegé, Loreto, Comondú, La Paz y Los Cabos, también pronosticó la entrada a tierra del huracán para el día sábado 11 de octubre. Más tarde, la alerta fue elevada a amarilla (peligro moderado) y dicho organismo autorizó al gobierno estatal que solicitara la declaratoria de emergencia de dichos municipios para recibir recursos del Fondo Nacional de Desastres. Por otro lado, como medida de prevención, la delegación de la Secretaría de Comunicaciones y Transportes, la Comisión Federal de Electricidad y la empresa privada Teléfonos de México dieron a conocer la puesta en marcha de planes de contingencia ante los daños que pudiera generar el paso del Huracán Norbert en el estado.
El 10 de octubre, la Secretaría de Gobernación emitió la declaratoria de emergencia para los municipios de  Loreto, Comondú y La Paz con el objeto de que éstos reciban a tiempo los recursos del Fondo Nacional de Desastres. También ese mismo día, el Sistema Nacional de Protección Civil decretó alerta naranja (peligro alto) luego de que Norbert alcanzara nuevamente la categoría 2. Como consecuencia, el puerto de Cabo San Lucas cerró a la navegación a embarcaciones mayores y menores, en tanto La Paz se mantuvo hasta ese momento cerrada solo a navegaciones menores. El gobernador del estado, Narciso Agúndez Montaño, dijo que fueron suspendidas las clases vespertinas para todos los niveles en los municipios de Comondú y Los Cabos luego de que comenzara la apertura de 50 albergues y el desalojo de más de 10 mil familias de zonas de riesgo y alto riesgo. Por su parte, el general de División y Comandante de la 3ª Zona Militar, José Vallarta, informó que aproximadamente 300 elementos del ejército mexicano fueron movilizados en los cinco municipios del estado. También, se resguardaron a más de 100 familias de las islas de Bahía Magdalena, como son la Margarita, Magdalena y Cortés entre otras más, así como la evacuación de 15 campos pesqueros de la costa este del estado teniéndose listas 18 mil despensas, 7 mil litros y 2 mil 500 colchonetas para ser distribuidas en los cinco municipios. Por su parte, la Comisión Federal de Electricidad informó que se han movilizado de los estados del noroeste un total de 797 trabajadores para concentrarse en los municipios de Loreto y Comondú con el fin de atender alguna contingencia suscitada en sus instalaciones. La Secretaría de Agricultura, Ganadería, Desarrollo Rural, Pesca y Alimentación (SAGARPA) dio a conocer que un total de 500 embarcaciones suspendieron sus actividades de captura de Camarón y almeja generosa en Bahía Magdalena.
Hasta el 11 de octubre, se habían habilitado un total de 40 albergues, de los cuales solo se requirieron 23 para su utilización. También fueron resguardadas cerca de 3 mil personas en la región donde Norbert tocaría tierra.

#### Sonora
El 9 de octubre, la Unidad Estatal de Protección Civil decretó alerta verde en 26 municipios del centro y sur de la entidad. Más tarde, la Secretaría de Gobernación, a través del Sistema Nacional de Protección Civil, elevó la alerta a amarilla en la entidad. El 10 de octubre, en 28 municipios del centro y sur del estado la alerta fue elevada a naranja éstos incluyen entre los principales a Hermosillo, Guaymas, Empalme, Cajeme, Bacum, Etchojoa, Navojoa, Huatabampo, Álamos, Yécora, San Ignacio Río Muerto, entre otros más. En tanto, otros 15 municipios del norte y zona del río Sonora de la entidad permanecieron en alerta verde hasta ese momento. Posteriormente, después de que Norbert atravesara el estado de Baja California Sur y se internara en el golfo de California, la Unidad Estatal de Protección Civil en Sonora elevó la alerta a roja en 26 municipios del sur del estado. El mismo organismo dio a conocer que cerca de 2 mil elementos de diversas dependencias como soldados del Ejército y de la Marina, personal de protección civil, bomberos y policía, fueron desplegados en los municipios del sur del estado que fueron puestos en alerta roja. El 11 de octubre, la Secretaría de Gobernación emitió la declaratoria de emergencia para los municipios de Álamos, Municipio de Benito Juárez, Bácum, Cajeme, Empalme, Etchojoa, Guaymas, Huatabampo, Mazatán, La Colorada, Navojoa, Onavas, Quiriego, Rosario, San Ignacio Río Muerto, San Javier, Suaqui Grande y Yécora para que reciban a tiempo los recursos del Fondo Nacional de Desastres ante los estragos que pudueira generar el Huracán Norbert en el área.

#### Sinaloa
El 11 de octubre, fueron cerrados a la navegación los puertos de Altata, Mazatlán y Topolobampo pese a las marejadas propiciadas por el acercamiento de Norbert a la zona. Ese mismo día, la Secretaría de Gobernación emitió la declaratoria de emergencia para los municipios de Ahome, El Fuerte, Choix, y Guasave para recibir a tiempo los recursos del Fondo Nacional de Desastres ante los daños que podría dejar el Huracán Norbert cuando tocara tierra en la región.

## Impacto

### México

#### Baja California Sur
En horas de la mañana del sábado 11 de octubre se comenzaron a sentir los primeros efectos de Norbert en la costa oeste y suroeste del estado que más tarde resultarían en cuantiosas 
inundaciones, suspensión del suministro energía eléctrica y agua potable así como interrupción en las vías de comunicación principalmente en comunidades de los municipios de Comondú, Loreto y La Paz. Las poblaciones más devastadas fueron Puerto San Carlos, Puerto Chale, Puerto Alcatraz, Ciudad Constitución, Ciudad Insurgentes, la delegación de Los Dolores y Loreto así como las islas Margarita y Magdalena.
El gobierno del estado dio a conocer que un total de 4 mil personas perdieron sus viviendas principalmente en las poblaciones de Ciudad Insurgentes, Ciudad Constitución y Puerto San Carlos, todos en el municipio de Comondú y las poblaciones de Ensenada Blanca y Ligüi, en el municipio de Loreto. De igual manera, fueron destruidas un 90 % de las viviendas de pescadores en las islas de Margarita y Magdalena, además del corte de caminos e inundaciones en el área.
En la ciudad de Loreto fue reportada una persona desaparecida cuando ésta intentaba ayudar a un trailero a cruzar un arroyo.
El servicio de energía eléctrica fue suspendido por daños en la infraestructura de la Comisión Federal de Electricidad en el área, dicho organismo reportó que un total de 13 mil usuarios se quedaron sin electricidad en la ciudad de La Paz que para la tarde del 12 de octubre se redujo en 1,440. Otras 8 mil personas en Ciudad Constitución se quedaron también sin el servicio por efecto de los fuertes vientos, dicha cifra aumentó a 19 mil 815 para la tarde y noche de ese día. En la ciudad de Loreto se reportaron un total de 215 usuarios sin electricidad.
Una gran cantidad de comunidades en dicha región resultaron incomunicadas al registrarse daños en la infraestructura de red carretera federal en los tramos La Paz-Ciudad Insurgentes, Ciudad Insurgentes-Loreto y Loreto-Santa Rosalía. De igual manera, la Carretera Transpenínsular registró afectaciones de consideración en los tramos de La Paz-Ciudad Insurgentes y Ciudad Insurgentes-Loreto.

#### Sonora
Después de haber tocado tierra en Baja California Sur y haberse mantenido sobre tierra durante la mañana y tarde del 11 de octubre, Norbert salió de tierra sudcaliforniana alrededor de las 7:00 p. m. Tiempo del Centro hacia el golfo de California con dirección al estado de Sonora tocando tierra durante la noche de ese día y madrugada del día 12 de octubre en ese estado. Los municipios que resultaron más afectados fueron Huatabampo, Álamos, Navojoa y Etchojoa.
En el municipio de Álamos, fueron reportadas dos personas ahogadas en la comunidad de El Tesal, una en Las Cabras y otra más en la cabecera municipal. En esta última, el desbordamiento de los arroyos propició serias inundaciones que a su vez provocaron perdidas totales en cientos de casas y establecimientos comerciales, además las crecientes socavaron y arrastraron el puente El Tezal y llevaron consigo 65 vehículos. El Sistema Productor en Sonora informó que registraron perdidas totales en cultivos de invernadero.